# 변성 (생화학)

효소 활성에 대한 온도의 영향. 온도가 높을수록 반응 속도가 증가한다(Q10 계수, 첫 번째 그림). 접힌 기능성 효소의 분율이 변성 온도 이상으로 감소한다(두 번째 그림). 결과적으로 효소의 최적 반응 속도는 중간 온도이다(세 번째 그림).

변성(變性, 영어: denaturation)은 단백질이나 핵산이 강한 산이나 염기, 열, 농축된 무기염, 유기용제(알코올 또는 클로로포름), 방사선과 같은 일부 외부 자극이나 화합물을 적용함으로써 본래의 상태에 존재하는 2차 구조, 3차 구조, 4차 구조를 상실하는 과정이다. 살아있는 세포의 단백질이 변성되면 세포 활성의 파괴 및 세포 자살을 초래한다. 단백질 변성은 세포 자살의 결과이다. 변성 단백질은 순응적 변화 및 용해력 손실에서부터 소수성 그룹의 노출에 의한 집계에 이르기까지 광범위한 특성을 나타낼 수 있다. 변성 단백질은 3차원 구조를 잃기 때문에 기능을 할 수 없다.
단백질 접힘은 구상 단백질이나 막 단백질이 제대로 작동할 수 있게 하는 열쇠와 같은 과정이다. 단백질이 작동하려면 올바른 모양으로 접혀야 한다. 그러나 접힘에서 큰 역할을 하는 수소 결합은 약해서 열, 산도, 다양한 염 농도 및 단백질을 변성시킬 수 있는 다른 자극 요인에 의해 쉽게 영향을 받는다.
이 개념은 변성 알코올과 관련이 없으며, 이는 알코올이 사람의 소비에 부적합하도록 첨가제와 혼합된 알코올이다.

## 단백질 변성의 예

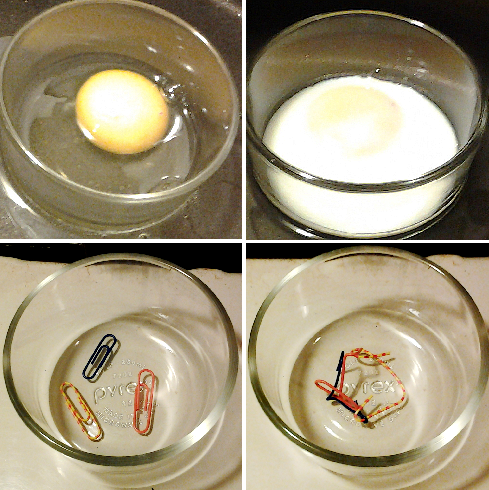
(위) 달걀 흰자 위의 알부민은 달걀이 요리될 때 변성을 겪는다.
(아래) 클립은 변성 과정의 개념의 이해를 돕는 시각적 비유이다.

음식을 조리할 때 일부 단백질이 변성된다. 이것이 삶은 달걀이 단단해지고 요리된 고기가 단단해지는 이유이다.
단백질을 변성시키는 전형적인 예는 달걀 흰자에서 유래하는데, 이것은 일반적으로 물에 있는 달걀 알부민이다. 신선한 달걀 흰자는 투명하고 액체의 상태이다. 하지만 열을 가하게 되면 불투명하게 되어 상호 연결된 고체 덩어리를 형성한다. 변성은 화학 물질에 대해서도 동일한 변형이 이루어질 수 있다. 달걀 흰자에 아세톤을 붓는 것 또한 달걀 흰자를 반투명하고 견고하게 만든다. 두부와 우유에 형성되는 표면은 변성 단백질의 또 다른 일반적인 예이다. 세비체로 알려진 차가운 전채는 열이 없는 산성 감귤 마리네이드에서 생선과 조개류를 화학적으로 조리하여 제조된다.

## 단백질 변성
변성 단백질은 용해도 손실에서 단백질 응집에 이르기까지 광범위한 특성을 나타낼 수 있다.

기능성 단백질에는 4 가지 수준의 구조적 구성이 있다.
1) 1차 구조 : 폴리펩타이드 사슬에서 아미노산의 선형 구조
2) 2차 구조 : 알파 나선 구조 또는 베타 병평 구조에서 펩타이드 그룹 사슬 사이의 수소 결합
3) 3차 구조 : 접힌 알파 나선 구조 및 베타 병풍 구조의 3차원 구조
4) 4차 구조 : 다중 폴리펩타이드의 3차원 구조

변성 과정을 나타낸 그림
1) 4차 구조를 나타내는 기능성 단백질
2) 열이 가해지면 단백질의 분자 내 결합이 변한다.
3) 폴리펩타이드(아미노산)의 풀림

### 배경
단백질 또는 폴리펩타이드는 아미노산의 중합체다. 단백질은 유전자에 있는 코돈에 의해 암호화 된 RNA를 읽고 번역으로 알려진 과정에서 유전자 조작으로부터 필요한 아미노산 조합을 조립하는 리보솜에 의해 생성된다. 이 번역 후 수정 과정이 완료되면 단백질이 접히기 시작하고(때로는 자발적으로, 때로는 효소 보조와 함께), 단백질의 소수성 원소가 구조물 안 깊숙이 묻히고 수성 원소는 결국 바깥으로 나오게 된다. 단백질의 최종 모양에 따라 단백질이 환경과 상호 작용하는 방식이 결정된다.
단백질 접힘은 단백질 내에서 상당한 양의 약한 분자 내 상호 작용(소수성 결합, 정전적 인력, 반데르발스 힘)과 단백질-용매 상호 작용 사이의 균형으로 구성된다. 결과적으로 이 과정은 단백질이 존재하는 환경 상태에 크게 의존한다. 이러한 환경 조건에는 온도, 염도, 압력 및 관련 용매가 포함되며 이에 국한되지 않는다. 결과적으로 극심한 자극(열, 방사선, 높은 무기염 농도, 강산 및 염기)에 노출되면 단백질의 상호 작용을 방해하고 변성을 초래할 수 있다.
단백질이 변성되면 2차 구조와 3차 구조는 변경되지만 아미노산 사이의 1차 구조의 펩타이드 결합은 손상되지 않은 채로 남아있는다. 하지만 단백질의 모든 구조적 수준이 그 기능을 결정하기 때문에 단백질이 변성되면 더 이상 그 기능을 수행할 수 없다. 이것은 구조화되지 않은 단백질과 대조적이며, 이들은 본래의 상태로 펼쳐지지만 여전히 기능적으로 활성이며 생물학적 표적에 결합할 때 접히는 경향이 있다.

### 단백질 구조 수준에서 변성이 발생하는 현상
- 4차 구조 : 단백질 서브 유닛이 분리되거나 단백질 서브 유닛의 공간 배열이 파괴된다.
- 3차 구조 : 3차 구조에서의 단백질 변성은 다음과 같은 현상이 일어난다.
  - 아미노산 곁사슬 사이의 공유 결합 상호 작용(시스테인 그룹 사이의 이황화 다리)
  - 극성 아미노산 곁사슬(및 주변 용매) 사이의 비공유 쌍극자-쌍극자 상호 작용
  - 비극성 아미노산 측쇄 사이의 반데르발스 힘
- 2차 구조 : 단백질은 알파 나선 구조 및 베타 병풍 구조와 같은 규칙적인 반복 패턴을 잃고 무작위 코일 구조로 변한다.
- 1차 구조 : 공유 펩타이드 결합에 의해 함께 유지되는 아미노산 서열과 같은 1차 구조는 변성에 의해 파괴되지 않는다.

#### 기능 상실
대부분의 생물학적 기질은 변성될 때 생물학적 기능을 상실한다. 예를 들어 효소는 활성 자리와  더 이상 결합할 수 없고 기판의 전이 상태를 안정시키는 데 관여하는 아미노산 잔류물이 더 이상 그렇게 할 수 있는 위치에 있지 않기 때문에 효소의 활동이 손실된다. 변성 과정과 그에 관련된 활동 손실은 이중분극간섭법(Dual-Polarization Interferometry), 원이색법(Circular Dichroism, CD), QCM-D(Quartz Crystal Microbalance with Dissipation monitoring), MP-SPR(Multi Parametric- Surface Plasmon Resonance)과 같은 기술을 사용하여 측정할 수 있다.

#### 중금속 및 준금속으로 인한 활성 손실
중금속은 단백질의 수행하는 기능 및 활성을 방해하는 것으로 알려져 있다. 중금속은 전이 금속과 선택된 양의 준금속으로 구성된 범주에 속한다는 점에 유의해야 한다. 이러한 금속은 고유의 형태로 접힌 단백질과 상호 작용할 때 생물학적 활동을 방해하는 경향이 있다. 이 간섭은 여러 방식으로 수행될 수 있다. 이들 중금속은 단백질에 존재하는 기능성 곁사슬과 복합체를 형성하거나 유리 티올(Free Thiols)에 대한 결합을 형성할 수 있다. 중금속은 또한 단백질에 존재하는 아미노산 곁사슬을 산화시키는 역할을 한다. 이와 함께 금속 단백질과 상호 작용할 때 중금속은 주요 금속 이온을 분해하고 대체할 수 있다. 결과적으로 중금속은 접힌 단백질을 방해하여 단백질 안정성과 활성을 강하게 억제할 수 있다.

#### 가역성과 비가역성
단백질 변성의 대부분은 가역적이다(변성 원인이 제거될 때 단백질은 원래 상태로 회복될 수 있음). 이 과정을 원형 회복(Renaturation)이라고 한다. 이러한 이해는 단백질이 이들의 본래 상태를 가정하는 데 필요한 모든 정보가 단백질의 1차 구조에 있다는 개념으로 이어졌다.
단백질 변성은 비가역적일 수도 있다. 이 비가역성은 일반적으로 열역학적 비가역성이 아닌 동역학이며, 일반적으로 단백질이 접힐 때 더 낮은 자유 에너지를 갖기 때문이다. 동역학적 비가역성을 통해 단백질이 국소적으로 최소로 고정되어 있다는 사실은 비가역적으로 변성된 후에 단백질이 다시 접히는 것을 막을 수 있다.

#### pH로 인한 단백질 변성
단백질 변성은 아미노산과 그 잔류물에 영향을 줄 수 있는 pH의 변화에 의해 야기될 수도 있다. 아미노산의 이온화 가능한 그룹은 pH 변화가 발생할 때 이온화 될 수 있다. 산성 또는 염기성인 조건으로의 pH 변화는 단백질 펼침을 유도할 수 있다. 산에 의한 단백질 펼침은 pH 2~5 사이에서 발생하며, 염기에 의한 단백질 펼침은 보통 pH 10 이상에서 일어난다.

## 핵산 변성
핵산(RNA 및 DNA 포함)은 전사 또는 DNA 복제 동안 중합 효소에 의해 합성된 뉴클레오타이드 폴리머이다. 백본(Backbone)의 5' 말단→3' 말단 방향으로 합성 후, 질소성 염기는 수소 결합을 통해 서로 상호 작용할 수 있다. 뉴클레오타이드 사이의 수소 결합이 파괴될 때 핵산 변성이 발생하고, 이전에 결합되어 있던 가닥이 분리된다. 예를 들어 고온으로 인한 DNA 변성은 왓슨과 크릭 염기 쌍의 붕괴와 이중 가닥 나선이 두 개의 단일 가닥으로 분리된다. 핵산 가닥은 "정상적인" 조건을 회복할 때 재결합이 가능하지만 복구가 너무 빨리 일어나면 핵산 가닥이 불완전하게 재발하여 염기의 부적절한 결합을 초래할 수 있다.

### 생물학적으로 유발된 변성

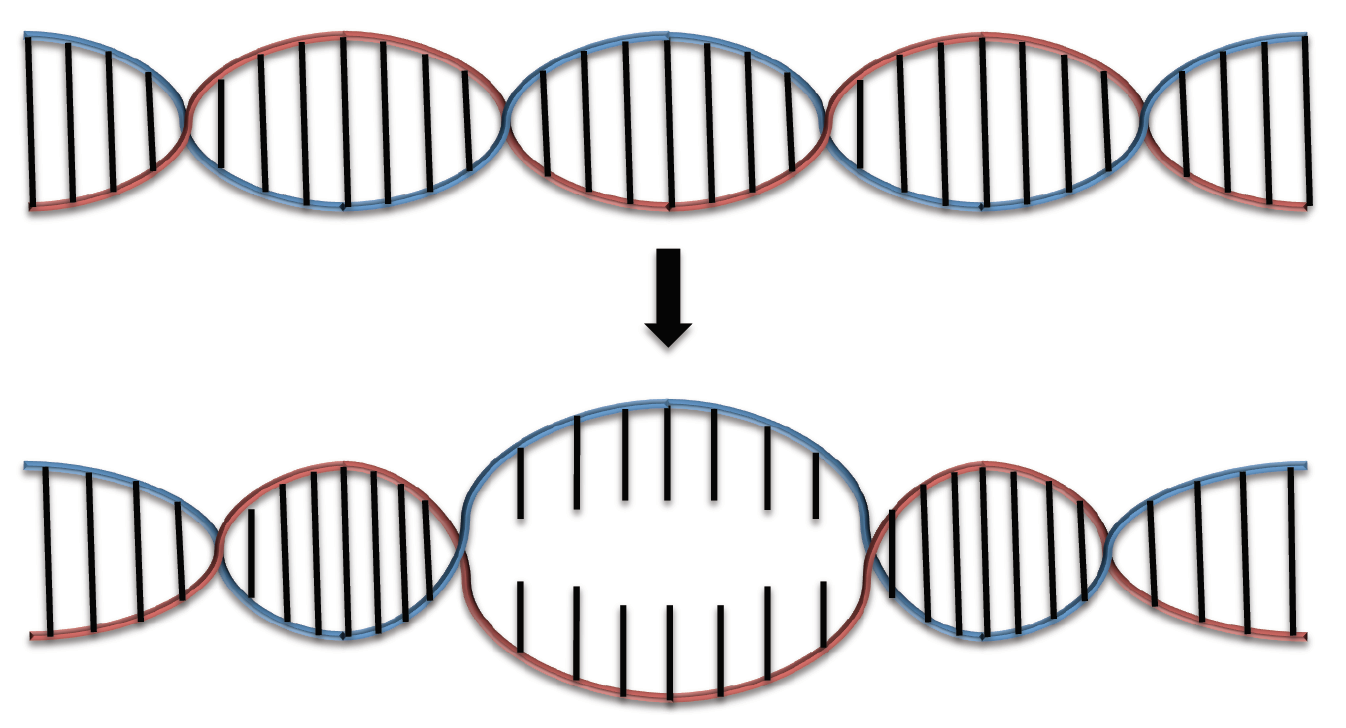
DNA 변성은 왓슨과 크릭 염기쌍 사이의 수소 결합이 방해받을 때 발생한다.

DNA 복제, 전사, DNA 수선 또는 단백질 결합과 같은 생물학적으로 중요한 메커니즘이 발생하는 경우 이중 나선을 열기 위해 DNA의 역평행 가닥 사이의 비공유 상호 작용이 끊어질 수 있다. 부분적으로 분리된 DNA의 영역은 변성 기포(Denaturation Bubble)로 알려져 있으며, 이는 염기쌍의 분리를 통한 DNA 이중 나선보다 구체적으로 정의될 수 있다.
변성 기포의 열역학을 설명하려고 시도한 첫 번째 모델은 1966년에 도입된 폴란드-체라가 모델이다. 이 모델은 온도에 따른 DNA 가닥의 변성을 설명한다. 온도가 증가함에 따라 왓슨과 크릭 염기쌍 사이의 수소 결합이 점점 교란되어 변성 루프가 형성되기 시작한다. 그러나 폴란드-체라가 모델은 DNA 서열, 화학 성분, 강성 및 비틀림의 혼란스러운 영향을 설명하지 못하기 때문에 기본 개념으로 간주된다.
최근의 열역학적 연구에 따르면 단일 변성 기포의 수명은 1 마이크로 초에서 1 밀리 초 사이인 것으로 추론된다. 이 정보는 확립된 시간 규모의 DNA 복제 및 전사에 기초한다. 현재 변성 기포의 열역학적 세부 사항을 보다 완전하게 밝히기 위해 생물리 및 생화학적 연구가 수행되고 있다.

### 화학 물질로 인한 변성

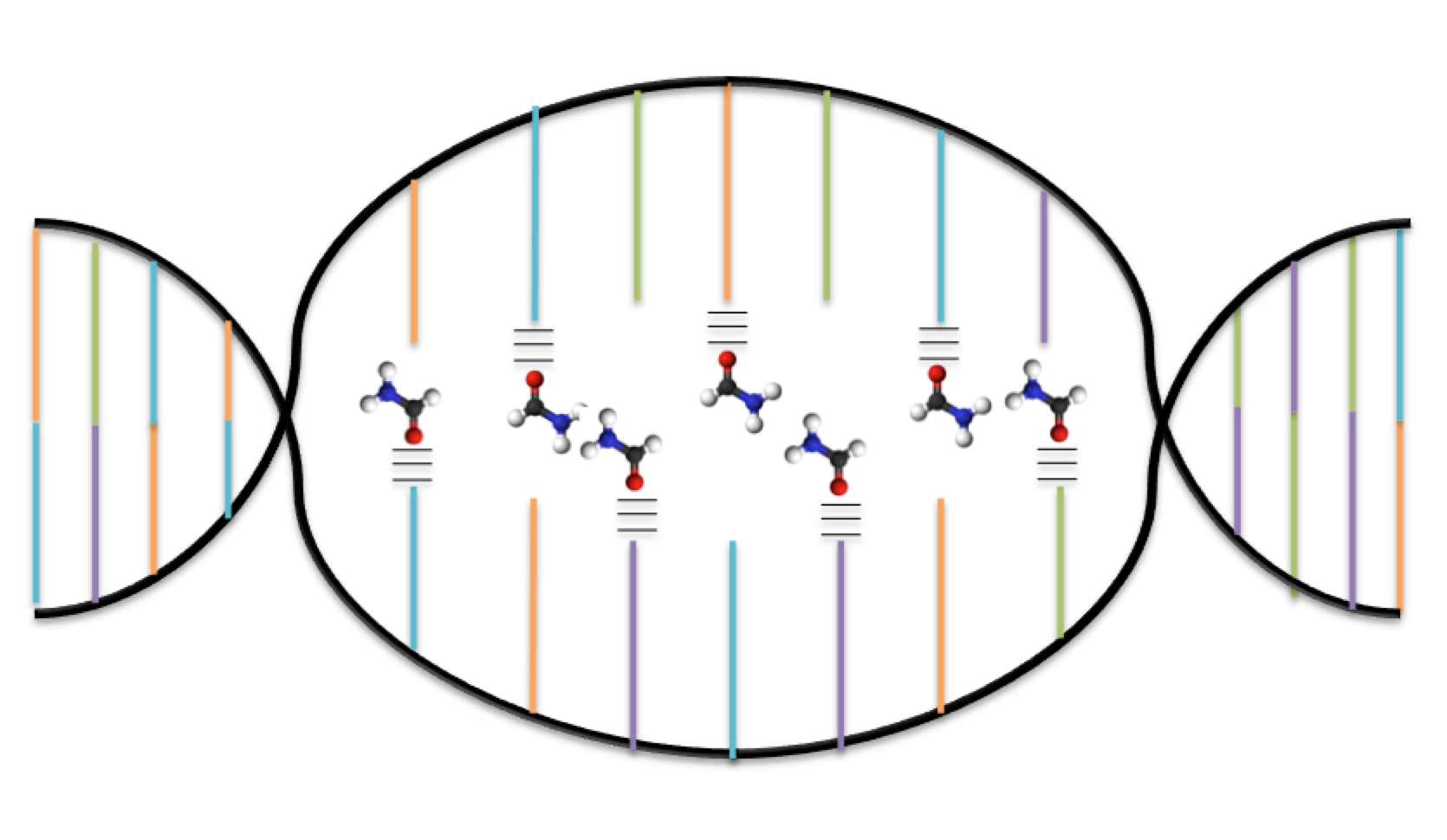
포름아미드는 왓슨과 크릭 염기쌍 사이의 수소 결합을 방해함으로써 DNA를 변성시킨다. 주황색, 파란색, 녹색, 자주색 선은 각각 아데닌, 티민, 구아닌 및 사이토신을 나타낸다. 염기와 포름아미드 분자 사이의 3개의 짧은 검은 선은 새로 형성된 수소 결합을 나타낸다.

DNA 변성은 가장 보편적으로 열로써 일어난다. 열에 의한 변성 외에 포름아마이드, 구아니딘, 살리실산나트륨, DMSO(다이메틸설폭사이드), 프로필렌 글리콜, 요소와 같은 다양한 화학 작용제를 통해 변성이 일어난다. 화학적 변성제는 기존의 질소 염기쌍을 갖는 수소 결합 공여체 및 수용체와 경쟁함으로써 융해온도(Tm)를 낮춘다. 일부 화학제는 실온에서 변성을 유도한다. 예를 들어 알칼리성 물질(예: 수산화 나트륨)은 pH를 변화시키고 수소 결합 기여 양성자를 제거함으로써 DNA를 변성시키는 것으로 나타났다. 이들 화학제는 전기 영동 이동성에 대한 핵산 형태의 영향을 제거하기 위해 핵산 변성을 촉진시키는 변성 구배 젤 전기영동(DGGE)을 제조하는데 사용되어 왔다.

#### 대안으로의 화학적 변성
포름아마이드 변성 핵산의 광학 활성(광의 흡수 및 산란) 및 유체 역학적 특성(번역 확산, 침강 계수, 회전 상관 시간)은 열 변성 핵산과 유사하다. 따라서 원하는 효과에 따라 화학적으로 변성시키는 DNA는 열에 의해 유발된 변성보다 핵산을 변성시키기 위한 절차를 제공할 수 있다.

#### 공기로 인한 변성
대기 중의 성분인 질소 및 산소와 같은 적은 전기 음성도를 가지는 분자는 주변 분자가 수소 결합에 참여하는 능력에 상당한 영향을 미친다. 이들 분자는 수소 결합 공여체에 대한 주변 수소 결합 수용체와 경쟁하여 수소 결합 차단제로서 작용하고 환경에서 주변 분자 사이의 상호 작용을 약화시킨다. DNA 이중 나선의 역평행 가닥은 왓슨과 크릭 염기쌍 사이의 수소 결합에 의해 비공유적으로 결합된다. 따라서 질소와 산소는 공기에 노출 될 때 DNA의 완전성을 약화시킬 가능성을 유지한다. 결과적으로 공기에 노출된 DNA 가닥은 더 낮은 융해온도를 가지는데 더 적은 힘을 필요로 한다.

### 응용
실험실에서의 실험은 핵산 가닥의 분리 능력에 의존한다. 핵산 변성의 특성을 이해함으로써 다음과 같은 실험 방법이 개발되었다.
- 중합효소 연쇄 반응(Polymerase Chain Reaction, PCR)
- 서던 블랏(southern Blot)
- 노던 블랏(Northern Blot)
- DNA 염기서열화(DNA Sequencing)

## 변성제

### 단백질 변성제

#### 산
산성 단백질 변성제는 다음을 포함한다.
- 아세트산
- 트라이클로로아세트산 12%
- 설포살리실산

#### 염기
염기는 산과 유사하게 작동한다. 그들은 다음을 포함한다.
- 탄산수소 나트륨

#### 용제
다음을 포함한 대부분의 유기 용매가 변성제로 쓰인다.
- 에탄올
- 알코올

#### 가교제
단백질의 가교제는 다음을 포함한다.
- 포름알데히드
- 글루타르 알데하이드

#### 촉매제
촉매제는 다음을 포함한다.
- 요소 6~8mol/L
- 구아니늄 클로라이드 6mol/L
- 과염소산 리튬 4.5mol/L
- 로릴 황산 나트륨

#### 이황화 결합 환원제
환원에 의해 이황화 결합을 파괴하는 작용제에는 다음이 포함된다.
- 2-머캅토에탄올
- DTT
- TCEP(tris(2-carboxyethyl)phosphine)

#### 기타
- 기계적 교반
- 피크린산
- 방사능
- 온도[24]

### 핵산 변성제

#### 화학제
산성 핵산 변성제는 다음을 포함한다.
- 아세트산
- 염산
- 질산

염기성 핵산 변성제는 다음을 포함한다.
- 수산화 나트륨

다른 핵산 변성제는 다음을 포함한다.
- 다이메틸 설폭사이드(DMSO)
- 포름아마이드
- 구아니딘
- 살리실산 나트륨
- 프로필렌 글리콜
- 요소

#### 물리적인 방법
- 열 변성
- 초음파
- 방사선

## 같이 보기
- 고정 (생물학)
- 단백질 접힘

## 참고
- 변성 알코올
- 고정 (조직학)
- 단백질 접힘
- 랜덤 코일